# CR Zongshen
CR Zongshen do Brasil - é uma empresa com 50% de capital brasileiro e e 50% de capital chinês. Foi criada em 2009 pela união da CR Motors, de propriedade da família Rosa, e a Zongshen, uma das maiores fabricantes de motocicletas e motores da China.
Em 2009 adquiriu 100% do capital da Kasinski Fabricadora de Veículos, que pertencia a Abraham Kasinski.

## Início
A empresa é fruto dos investimentos de US$ 80 milhões da chinesa Zongshen para se instalar no Brasil. A fábrica, com projeto aprovado pela Suframa (Superintendência da Zona Franca de Manaus), visa produzir motores de popa, geradores e motocicletas no Polo Industrial de Manaus, na capital amazonense. 
Tem como sócio a CR Motors, da família Rosa, com passagem pela Caloi e Sundown, e amplo conhecimento da área de duas rodas do Brasil. Seu representante na empresa é Cláudio Rosa Júnior, atual (2012) CEO da Kasinski.
A aquisição da Kasinski visou agilizar a consolidação da fabricante chinesa, através de uma marca forte, pulando algumas etapas para a Zongshen no Brasil. Outro motivo para a compra foram as motocicletas de alta cilindrada da fabricante sul-coreana Hyosung. 

## Divisão E-power
Visando produzir no Brasil bicicletas elétricas, scooters e motos elétricas, a empresa criou a divisão CR Zongshen E-Power em 2011. Em agosto/2011,  a Light S.A. adquiriu 20% das ações ordinárias nominativas de emissão da CR Zongshen Fabricadora de Veículos S.A., detentora da marca Kasinski.
A nova fábrica deve entrar em operação até o início de Janeiro de 2012 na cidade de Sapucaia, RJ. O investimento total, previsto pelas duas empresas soma 122 milhões de reais. 
A linha de veículos elétricos de duas rodas fabricado pela CRZ E-Power  terá a marca Kasinski como principal marca dos novos modelos, mas também poderá contar com produtos sob a nova marca “Kasinski Light”, fruto da parceria entre as duas companhias.